# أليساندرو فابرو
أليساندرو فابرو (18 فبراير 1981 في إيطاليا - ) هو لاعب كرة قدم إيطالي في مركز الدفاع. لعب مع نادي أفيلينو وUS Vibonese Calcio ‏ ويو أس بركوليتزه 1932 وASD Barletta 1922 ‏ وASD Martina Calcio 1947 ‏ وLupa Roma FC ‏ وASD Itala San Marco Gradisca ‏ ونادي جيلا ويوفي ستابيا وPortogruaro Calcio ASD ‏.

## وصلات خارجية
- أليساندرو فابرو على موقع قاعدة بيانات كرة القدم.إي يو (الإنجليزية)
- أليساندرو فابرو على موقع Soccerway.com (الإنجليزية)